# Albert Lehninger
Albert Lester Lehninger (n. 17 februarie 1917 – d. 4 martie 1986) a fost un biochimist american care a cercetat metabolismul energetic. Tratatele sale de biochimie sunt scrieri etalon în acest domeniu. A investigat rolul energetic al mitocondriei.
1. 1 2  Albert L. Lehninger, SNAC, accesat în 9 octombrie 2017
2. ↑  LEHNINGER ALBERT L., Encyclopædia Universalis, accesat în 9 octombrie 2017
3. ↑   https://www.nytimes.com/1986/03/06/obituaries/albert-l-lehninger-leading-biochemist-at-johns-hopkins.html Lipsește sau este vid: |title= (ajutor)
4. ↑  „Albert Lehninger”, Gemeinsame Normdatei, accesat în 20 martie 2015
5. ↑  IdRef, accesat în 11 mai 2020
6. 1 2   https://medicalarchives.jhmi.edu/collection/albert-lester-lehninger-collection/ Lipsește sau este vid: |title= (ajutor)
7. ↑   https://acsmaryland.org/remsen-award/ Lipsește sau este vid: |title= (ajutor)